# Y Crateris
Y Crateris är en pulserande variabel av Mira Ceti-typ i stjärnbilden Bägaren. 
Stjärnan varierar mellan visuell magnitud +9,4 och svagare än 15,0 med en period av 157,6 dygn.